# Oude Ram Afrikaner
Oude Ram Afrikaner (* um 1695 in der Umgebung von Tulbagh, heute Südafrika; † um 1760 in Kapstadt) war der erste Kaptein des später als Afrikaner (ǃGû-ǃgôunKlicklaut) bekannten Clans der Orlam-Nama im heutigen Namibia.
Die Gruppe um Oude Ram (Afrikaans für Alter Bock) war die erste auf dem Kontinent, die sich als afrikanisch bezeichnete und keiner Volksgruppe direkt zugehörig war. Hieraus entwickelte sich der Nachname Afrikaner.
Über den Lebensweg von Oude Ram ist wenig bekannt. Er soll, so wie auch sein Sohn Afrikaner Afrikaner, von der Dutch East India Company aus der Kapkolonie verbannt worden sein und später eine lebenslange Haftstrafe erhalten haben. Wohl kurz danach sei Oude Ram gestorben. Sein Sohn wurde am 12. September 1761 einer der ersten Gefangenen auf Robben Island, wo er am 25. Juni 1777 starb. Sein anderer Sohn Klaas Afrikaner folgte ihm auf den Posten des Kapteins des Clans. Er führte diesen ab 1770 aus der Kapkolonie nach Namibia. Er gründete dort die älteste prä-koloniale Siedlung des Landes, ǁKhauxaǃnas